# Chajjim Oron
Chajjim Oron, Jums Oron (hebr.: חיים (ג'ומס) אורון) (ur. 26 marca 1940 w  Giwatajim) – izraelski polityk, były minister rolnictwa. Członek partii Merec-Jachad (nr 2 na jej liście w wyborach z 2006).

## Życiorys
Urodził się w Giwatajim. Wkrótce potem zamieszkał w kibucu Lahaw, w którym pracował jako dyrektor fabryki i nauczyciel. Członkiem tego kibucu jest do dziś. W 1968 roku został sekretarzem organizacji Ha-Szomer Ha-Cair, a potem Narodowego Ruchu Kibucowego. Jest jednym z założycieli organizacji pokojowej Pokój Teraz (1978).
W 1988 roku wszedł do Knesetu z listy Mapam, która w 1992 po połączeniu się z Ratz utworzyła Merec, dzisiaj ugrupowanie to nazywa się Merec-Jachad. W czasie kadencji trzynastego Knesetu był przewodniczącym parlamentarnej komisji etyki. W czasie kadencji czternastego Knesetu został liderem Merecu.
Przyłączył się do Chajjima Ramona, kiedy ten kandydował na lidera związku zawodowego Histadrut, a po jego zwycięstwie był skarbnikiem tej organizacji w latach 1995–1996. W 1999 został ministrem rolnictwa w rządzie Ehuda Baraka, a w 2000 zrezygnował z członkostwa w parlamencie. Powrócił do niego po wyborach w 2006 roku.
Jest żonaty, ma czwórkę dzieci.